# Westlicher Aartaunus
Der Westliche Aartaunus ist eine naturräumliche Untereinheit des Westlichen Hintertaunus (Haupteinheit 304) mit der Gliederungsnummer 304.1. 

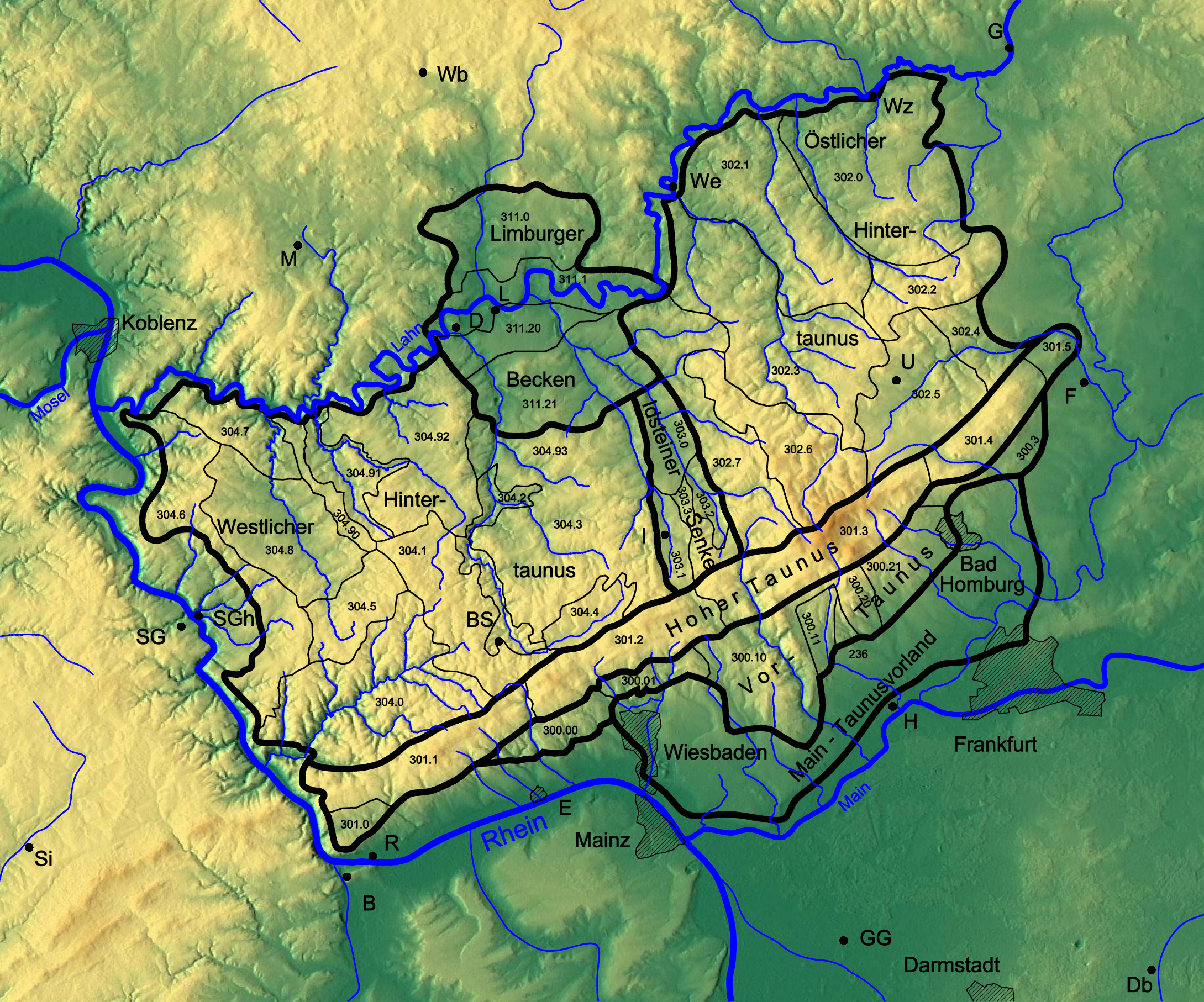
Naturräumliche Gliederung des Taunus

## Lage
Begrenzt wird der Westliche Aartaunus im Süden vom westlichen Hohen Taunus (Wiesbadener Hochtaunus), nach Osten etwa vom Aartal, nach Westen vom Wispertaunus und nach Norden von der Katzenelnbogener Hochfläche.

## Naturräumliche Lage

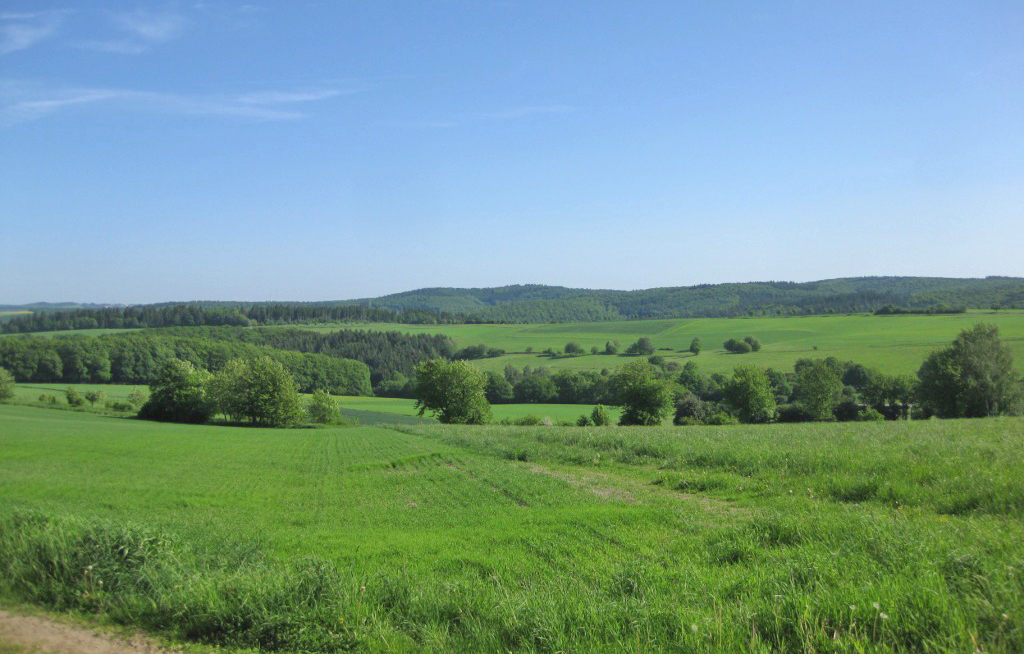
Kemeler Rücken (von Südwest), Bildmitte Neunzehntberg, linker Bildrand Kemel

Im Südosten des Westlichen Hintertaunus besteht die Landschaft aus dem Westlichen Aartaunus, dem hoch gelegenen Kemeler Rücken (500 bis 550 m). Diese westliche Hochscholle, von Südost nach Nordwest verlaufend, schweißt sich an den Taunushauptkamm im Gebiet der Hohen Wurzel (617,9 m), an. Die morphologische Verbindung mit dem Taunuskamm ist jedoch zum Teil durch das intramontane Hochbecken von Taunusstein (Aar-Quellgebiet) unterbrochen. Diese Einsenkung hat wirtschafts- und siedlungsgeografisch gute Impulse gesetzt. In dieser "Zwischenbergmulde" (350 bis 400 m) war in der Eiszeit Löss abgelagert worden, was die Landwirtschaft von je her begünstigte. Heute verdichten sich hier die Stadtteile von Taunusstein. Auf dem Kamm dieser Hochscholle verläuft die Bäderstraße (B 260). Am südöstlichen Wurzelbereich befindet sich das Taunus Wunderland. Nach Nordwesten erhebt sich der Neuzehntberg (ca. 530 m) und in der Mitte der Hochscholle der namensgebende Ort Kemel auf einer Höhe von 517 m. Die höchste Erhebung erreicht der Kemeler Rücken im Mappershainer Kopf (548 m). In nordwestlicher Richtung vom Mappershainer Kopf, erhebt sich der Gesteinteheck (537,2 m). Aufgrund der gegenüber der Feldberg-Langhals-Pferdskopf-Scholle im Östlichen Hintertaunus, etwas geringeren Heraushebung, verläuft sich der Kemeler Rücken eher in den Hochflächen (350 bis 450 m) des Westlichen Hintertaunus. Bei Laufenselden werden im Schönauer Küppel (459 m), im Grauen Kopf sogar nochmals 543,4 m erreicht, bevor die Hochscholle nach Holzhausen an der Haide auf nur noch 390 m Höhe abfällt.

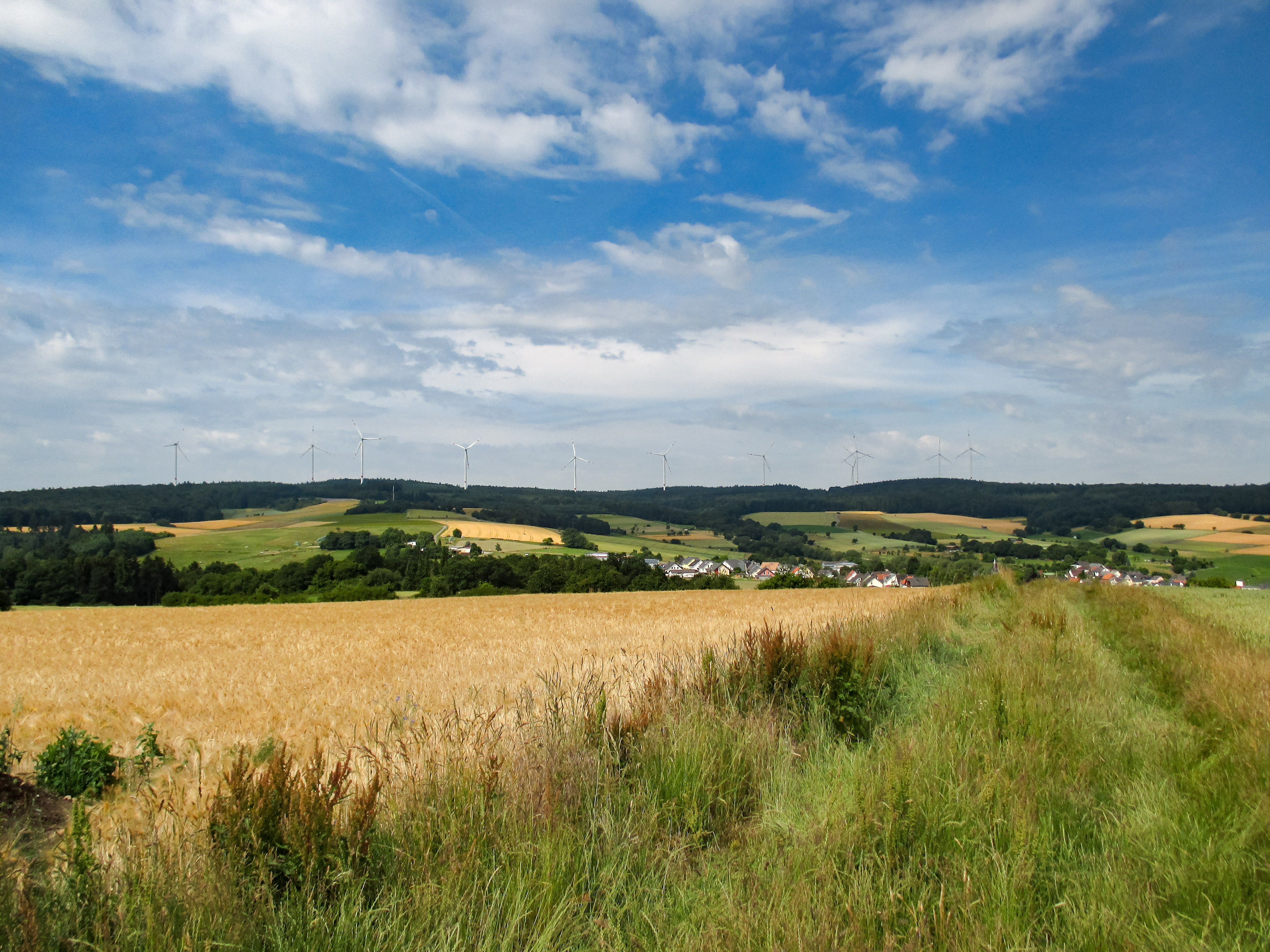
Blick zum Kemeler Rücken, mit dem Windpark Heidenrod zum Grauen Kopf

Die Hochscholle im östlichen Hintertaunus ist die Feldberg-Langhals-Pferdskopf-Scholle, mit der Gliederungsnummer 302.6 (Pferdskopf-Taunus), in Höhen von 600 bis 700 m im Wurzelbereich des  Großen Feldberg (879 m) und Kleinen Feldberg (825,2 m). Nach Nordwesten fällt die Hochscholle in Stufen auf 450 bis 550 m Höhe ab. Diese östliche Hochscholle setzt in dem am meisten herausragenden Gebirgsknoten (über 800 m) im Feldberg-Taunuskamm an. Beide Hochschollen haben über ihre geologische und morphologische Gleichförmigkeit hinaus noch dies gemeinsam: Sie werden jeweils von einem Bachtal der Länge nach geteilt, das schon vor der Heraushebung der Hochschollen angelegt war. Der Kemeler Rücken wird von der Längsfurche der Aar geteilt, die allerdings seitlich etwas nach Osten verschoben ist. Die Feldberg-Langhals-Pferdskopf-Scholle wird von der Weil, die vom Kleinen Feldberg bis Weilburg verläuft, längs geteilt. Beide Bäche Aar und Weil haben sich tief in die Hochscholle eingegraben, zumal ihnen Zeit genug verblieb, beim langsamen Heraussteigen des Rheinischen Schiefergebirges ihre alten Läufe auf den Rumpfflächen beizubehalten und in den Hochschollen tiefer zu verlegen.
- 304 Westlicher Hintertaunus[2]
  - 304.1 Westlicher Aartaunus (82,66 km²)

## Berge und Erhebungen
Zu den höchsten Bergen und Erhebungen des Westlichen Aartaunus gehören – sortiert nach Höhe in Meter (m) über Normalhöhennull (NHN):
- Mappershainer Kopf (548,0 m)
- Grauer Kopf (543,4 m)
- Gesteinteheck (537,2 m)
- Neunzehntberg (ca. 530 m)
- Bienkopf (521,9 m)

## Kemeler Heide

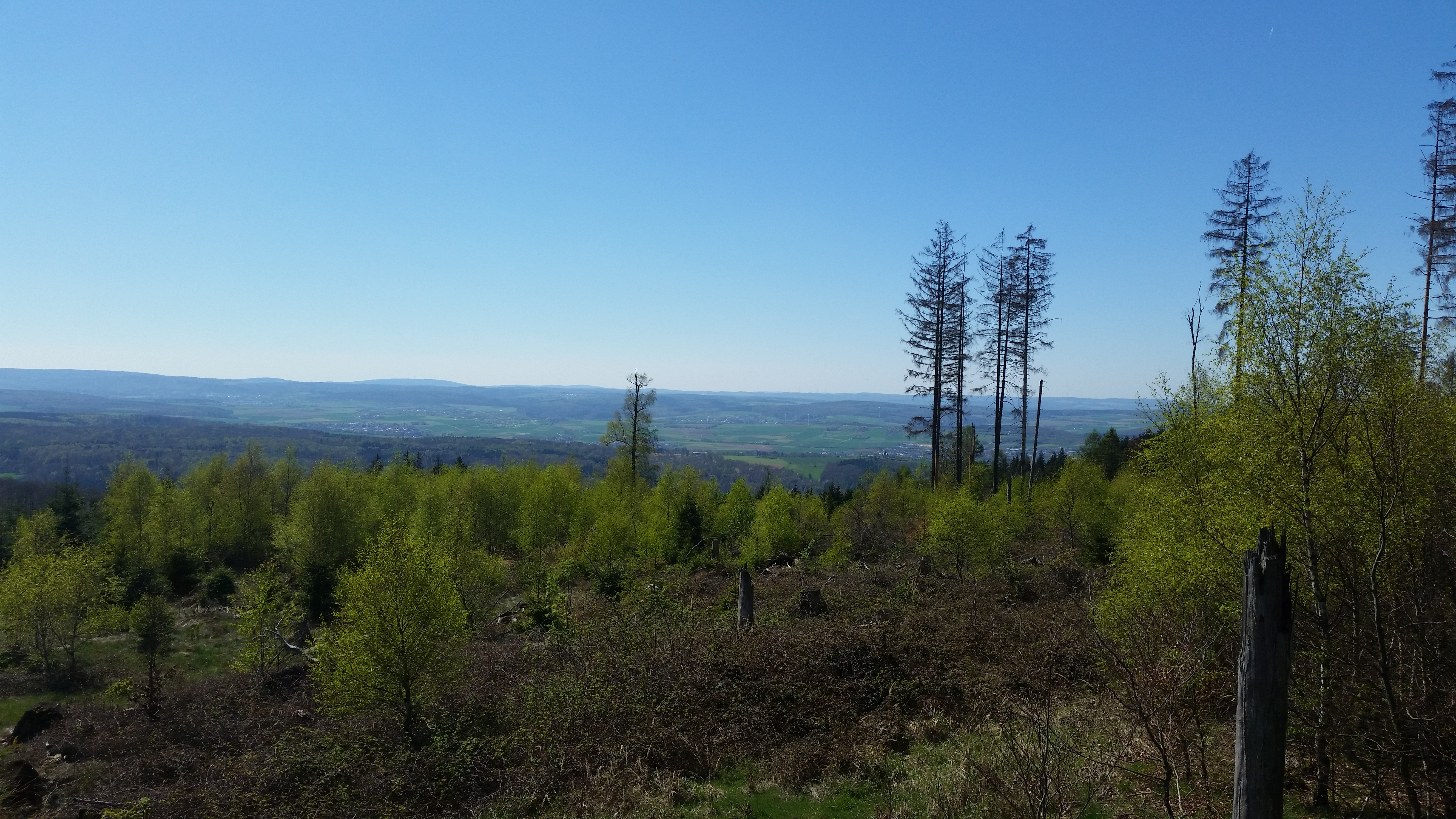
Blick vom Gipfel auf dem Kuhbett nach Westen über die Idsteiner Senke. Von links der Taunushauptkamm mit der Hohen Wurzel (mit Sendeturm) und weiter rechts die Kalte Herberge. Nach rechts verlaufend der Kemeler Rücken

Auf dem mittleren bis nördlichen Kemeler Rücken liegt die Kemeler Heide, mit einer Waldbedeckung von mehr als 60 %. Bis ins 19. Jahrhundert wurde ein Großteil der Landschaft noch als Heide genutzt und später aufgeforstet. Sie erstreckt sich vom südlichen gelegenen Kemel bis zum nördlichen Höhenabfall der Hochscholle beim Grauen Kopf vor Holzhausen an der Haide.